# Laika Come Home
Albums de Gorillaz
G-Sides
(2002) Demon Days
(2005)
Singles
1. Lil' Dub Chefin'
Sortie : 13 août 2002

Laika Come Home est un album de remixes de titres de Gorillaz sorti en juillet 2002. Contrairement à un album de remixes classique, les morceaux sont ici refaits par un seul groupe : Spacemonkeyz, trio composé de Darren Galea (qui connaissait déjà Gorillaz pour avoir officié comme DJ sur leur première tournée, le Gorillaz Tour, et avoir signé Tommorrow Dub, remix de Tomorrow Comes Today présent sur le single éponyme de 2002), Richie Stevens et Gavin Dodds. 
Le style de cet album diffère totalement avec le style de Gorillaz. Les chansons, principalement tirées du premier album Gorillaz, sont remixées dans des sonorités assez dub-reggae. Il contient des participations de Terry Hall (qui a aussi collaboré avec le groupe sur le morceau inédit 911), U Brown, Earl 16 et 2D (chanteur et claviériste virtuel de Gorillaz). Un unique single, Lil Dub' Chefin, est sorti en août 2002, mais ne rencontra qu'un succès modéré. Une édition limitée sortit en digipak, avec 2 morceaux cachés. En 2004, Laika Come Home et Gorillaz furent combinés dans un box set faisant partie de la collection 2 CD Originals créée par EMI. Le titre de l'album est une référence à Laika, la célèbre chienne ayant été envoyée dans l'espace par les Soviétiques en 1957, mais aussi au film américain de 1943 Lassie Come Home (sorti en France sous le titre de Fidèle Lassie. Toutes les chansons du premier album de Gorillaz sont remixées, sauf 4 : Double Bass, Latin Simone (¿Que Pasa Contigo?), Rock the House et le morceau bonus Dracula.

## Background
S'inscrivant dans la discographie de Gorillaz, l'album est accompagné d'un scénario liant les Spacemonkeyz à l'univers virtuel du groupe. 
Tout commence dans le clip de Tomorrow Comes Today, qui sort avant le premier album éponyme de Gorillaz. A un moment dans le clip, un poster apparaît en arrière-plan alors que 2D est en train de chanter. Sur ce poster, il y a trois images de singes vêtus de combinaisons d'astronautes et une phrase est inscrite : Laugh now but one day we'll be in charge (en français, cela veut dire littéralement : "Rigolez, mais un jour, nous serons en charge"). La phrase peut être interprétée comme une sorte d'avertissement lancé aux Gorillaz (aujourd'hui, ils ont la célébrité et tout ce qu'ils souhaitent, mais un jour, ils seront dépassés par d'autres). Ce poster est un artwork réalisé par Banksy, le célèbre artiste et graffeur qui allait plus tard travailler avec Damon Albarn pour l'artwork de Think Tank, le septième album studio de Blur paru en 2003, mais aussi avec Danger Mouse, producteur de Demon Days, pour se moquer de Paris Hilton. A cette époque, 2D, Murdoc, Russel & Noodle avaient emménagé dans une grande maison sur Beverly Hills pour tenter de créer un film sur eux (après la fin du Gorillaz Tour). Ils en étaient à l'écriture d'un scénario quand ils apparurent dans un concert spécial pour la chaîne MTV. Ce fut après ce concert qu'il fut demandé à Murdoc de venir signer un disque qu'il ne reconnut pas et qui s'avéra être l'album des Spacemonkeyz.
En effet, il s'avéra (cet incident fut évoqué dans Rise of the Ogre) qu'avant de partir pour le Gorillaz Tour, 2D avait oublié de fermer les portes des Kong Studios à clef. Trois singes (avatars des membres de Spacemonkeyz) sont alors entrés dans le studio & ont dérobé des musiques, sans la permission des Gorillaz, leur but étant de contacter Laika en personne (alors qu'elle est morte depuis 1957), supposément leur leader. Ils ont par la suite été envoyés dans l'espace dans le cadre d'une expérience, et ont remixé l'album Gorillaz dans la navette qui les y a conduit. L'album remixé a finalement plu au groupe, qui a décidé de l'éditer. Ce fut après la découverte de l'album et de ses créateurs que les musiciens prirent une ou deux photos des singes avant que ces derniers ne disparaissent. Murdoc resta le seul à avoir émis des réserves au sujet du disque, se montrant en colère malgré l'argent en plus que lui et le groupe ont tout de même gagné. Le bassiste maintient que le Dr. Wurzel, l'ennemi des Gorillaz pendant la Phase 1, est derrière l'incident (bien que cela n'a jamais été prouvé) et s'est également plaint des excréments de singe retrouvés sur les tapis de Kong.  

## Liste des titres
| No  | Titre                                          | Durée |
| --- | ---------------------------------------------- | ----- |
| 1.  | 19/2000 (Jungle Fresh)                         | 5:28  |
| 2.  | Slow Country (Strictly Rubbadub)               | 3:41  |
| 3.  | Tomorrow Comes Today (Bañana Baby)             | 5:29  |
| 4.  | Man Research (Monkey Racket)                   | 5:57  |
| 5.  | Punk (De-Punked)                               | 5:21  |
| 6.  | 5/4 (P.45)                                     | 4:26  |
| 7.  | Starshine (Dub Ø9)                             | 5:17  |
| 8.  | Sound Check (Gravity) (Crooked Dub)            | 5:32  |
| 9.  | New Genius (Brother) (Mutant Genius)           | 5:02  |
| 10. | Re Hash (Come Again)                           | 6:05  |
| 11. | Clint Eastwood (A Fistful of Peanuts)          | 5:53  |
| 12. | M1A1 (Lil' Dub Chefin') (6:07, avec interlude) | 5:42  |

| 13. | Slow Country (More Rubba Dub)                                                       | 5:15 |
| 14. | Clint Eastwood (More Peanuts) (édition limitée uniquement)                          | 6:39 |
| 15. | Spacemonkeyz Theme (featuring Stanley Huang) (édition limitée japonaise uniquement) | 5:21 |

## Classements
| Pays et classement (2002)                      | Meilleure position |
| ---------------------------------------------- | ------------------ |
| États-Unis - Billboard 200                     | 156                |
| États-Unis - Billboard Dance/Electronic Albums | 6                  |
| Royaume-Uni - UK Albums Chart                  | 108                |